# Cathy Krier
Pour les articles homonymes, voir Krier.
Cathy Krier, née le 17 janvier 1985 à Luxembourg, est une pianiste luxembourgeoise,.

## Biographie
Cathy Krier a commencé à jouer du piano à l'âge de cinq ans au Conservatoire de Luxembourg.
Elle a entrepris une carrière internationale, principalement en Europe (France, Allemagne, Italie, Autriche, Espagne et Luxembourg), États-Unis et Chine.